# Wieża ciśnień w Tczewie
Wieża ciśnień w Tczewie – zabytkowa wieża ciśnień w Tczewie, w województwie pomorskim. 

## Historia
Na przełomie lat 1904/1905 powstały w Tczewie Miejskie Zakłady Zaopatrywania w Wodę. Ich budowa kosztowała 523 tys. marek. Wodę, wydobywaną z kilku studni, pompowano do wieży ciśnień. Wieża została zaprojektowana w pracowni Davida Grove. Posiada stalowy, nitowany zbiornik o pojemności 400 m³. Całkowita wysokość wieży to 40,62 metra. Wieża funkcjonowała na potrzeby wodociągu do 1983 roku.
W sierpniu 2003 roku tczewscy saperzy usunęli z wieży radziecki pocisk artyleryjski. Pocisk tkwił w murze wieży od zakończenia II wojny światowej.

## Obecnie
Decyzją władz miasta w listopadzie 2007 roku przekazano w dzierżawę Kurkowemu Bractwu Strzeleckiemu cały obiekt na cele statutowe, wstępnie na rok, z możliwością przedłużenia okresu użytkowania. Uroczystego otwarcia dokonano 30 stycznia 2008 roku. Więcej informacji na ten temat zawiera artykuł zamieszczony w "Panoramie Miasta" nr 2/207 z lutego 2008.

## Galeria

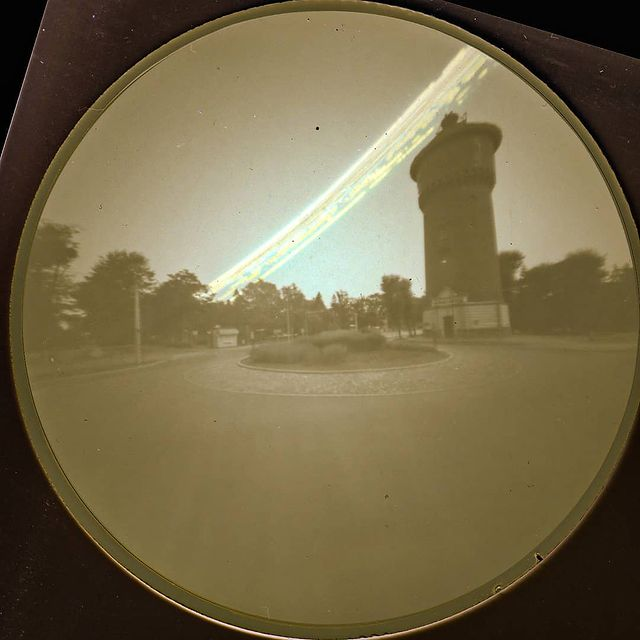
Widok na wieżę ciśnień wykonany za pomocą aparatu otworkowego. Autor: Jonasz Pakizer